# Głos Więźnia
Głos Więźnia. Organ więźniów – socjalistów polskich – tajne, rękopiśmienne czasopismo socjalistyczne wydawane w X Pawilonie Cytadeli Warszawskiej (w celi Józefa Pławińskiego i Maksymiliana Heilperna).
Pierwszy numer ukazał się 16 stycznia 1879 – łącznie wydano trzy lub cztery numery, przy czym pierwszy numer zawierał "Dodatek". W gazecie znajdowało się kilka działów, m.in.: publicystyczny, polityczny, naukowy, literacki, rozrywkowy oraz z wiadomościami bieżącymi z więzienia i spoza murów. Publikowano również ogłoszenia i korespondencję. Tekstów literackich dostarczali m.in. Wacław Sieroszewski, Maksymilian Heilpern i Wacław Święcicki. Odpisy czasopisma czytano też w Warszawie poza murami Cytadeli, a nawet znaleziono je w Krakowie, podczas rewizji u Ludwika Waryńskiego. Socjaliści przetrzymywani w krakowskim więzieniu św. Michała wydawali na wzór warszawski własne czasopismo - Zgrzyt Więźnia (przypuszczalnie docierało ono do warszawskiej Cytadeli). Ludwik Czerniewski poświęcił gazecie swój wiersz (1878) zatytułowany Narodziny "Głosu Więźnia" (przeznaczony prawdopodobnie do numeru pierwszego, ale tam nieopublikowany z uwagi na przejęcie przez Rosjan).